# Borj el Kebir
Borj El Kebir (en árabe: البرج الكبير‎), también llamado Borj El Ghazi Mustapha, es la más grande y mejor conservada de las fortificaciones de la isla de Djerba en Túnez. Es uno de sus sitios históricos más visitados.

## Etimología
El nombre de Borj El Ghazi Mustapha proviene del nombre del caíd instalado en Djerba en 1559 por Turgut Reis. Este caíd amplió y consolidó la fortaleza durante el siglo XVI y le dotó al edificio su arquitectura actual. Además, una estela de mármol relacionada con estas obras, originalmente sellada en una de las paredes interiores de la entrada, está actualmente expuesta en el Museo Nacional del Bardo de Túnez.

## Ubicación
El fuerte está situado en la costa a 500 metros al norte de Houmt El Souk, adyacente a su puerto pesquero.

## Historia
Borj El Kebir se construyó hacia 1392 sobre las ruinas de la antigua ciudad romana de Girba (hoy Houmt Souk), cuyos restos se reutilizaron en la construcción de la obra, tras la expulsión de los soldados de Alfonso V de Aragón y por orden del sultán hafsí de Túnez para albergar su guarnición. Alrededor de 1450, fue ampliado.

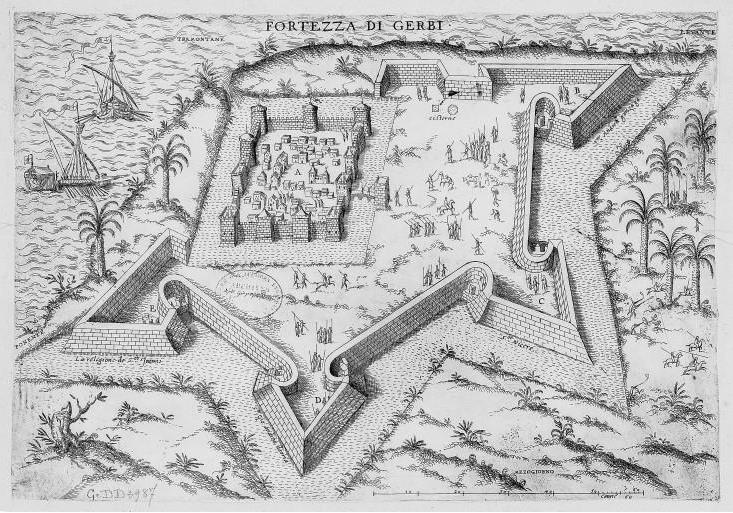
Borj El Kebir de Houmt Souk en 1599.

El 11 de marzo de 1560, tras una derrota, es ofrecido por el jeque Messaoud, situado a la cabeza de la isla, al virrey de Sicilia, Juan de la Cerda, que no lo mantuvo por mucho tiempo: El fuerte fue asediado unos meses más tarde, entre el 11 de mayo y el 29 de julio, por el corsario Turgut Reis, apoyado por Pialí Bajá, el asalto causando entre 5000 y .000 muertos; así la famosa batalla de Djerba tuvo lugar en el extremo norte del sitio. Los corsarios y piratas hicieron de Borj El Kebir su guarida durante varios siglos. Entre 1560 y 1567, el caíd Ghazi Mustapha Bey, instalado por Turgut Reis para convertir la isla en una base naval, completó las obras de remodelación emprendidas por la expedición de Juan de la Cerda, añadiendo apartamentos y una pequeña mezquita.
Durante el protectorado francés de Túnez, las tropas francesas se establecieron después de tomar la isla en el fuerte el 28 de julio de 1881. En 1903, pasó a manos de las autoridades tunecinas. Un año más tarde, el 15 de marzo de 1904, adquirió la condición de monumento histórico y luego fue sometido a trabajos de restauración y a su transformación en museo.
Actualmente alberga dos zauiyas, las de Sidi Saad y Ghazi Mustapha, dedicadas a Ghazi Mustapha Bey.

## Descripción
Con su forma rectangular y sus torres redondas y cuadradas, eBorj El Kebir representa uno de los hitos más evidentes de la arquitectura defensiva de la isla de Djerba.
La puerta de entrada tiene un puente levadizo sobre un foso que aísla la estructura. Da acceso a un vestíbulo que se abre al patio interior. Este último contiene vestigios de guarniciones que se han sucedido en este recinto desde la antigüedad. Otros objetos históricos encontrados en el lugar durante las excavaciones de 1975 (que condujeron al descubrimiento del fuerte primitivo) se exhiben en una sala acondicionada como un anticuario con paneles explicativos. Los adarves ofrecen una vista panorámica de la zona circundante y del mar; ofrecen una vista del puerto y un obelisco de nueve metros de altura al oeste, que recuerda la ubicación de Borj-er-Rous.
Alrededor de 1550, León el Africano, citado por Kamel Tmarzizet y Salah-Eddine Tlatli, habla de ello de la siguiente manera: Borj El Kebir es un monumento histórico de 68 metros de largo por 53 metros de ancho, con un muro de unos diez metros de alto y de 1,20 a 1,50 metros de grosor. Construido en el paseo marítimo, sobre las ruinas de la ciudad de Girba, estaba originalmente rodeado por un foso de unos doce metros de ancho con un puente levadizo que sirvió de entrada hasta el siglo XIX.

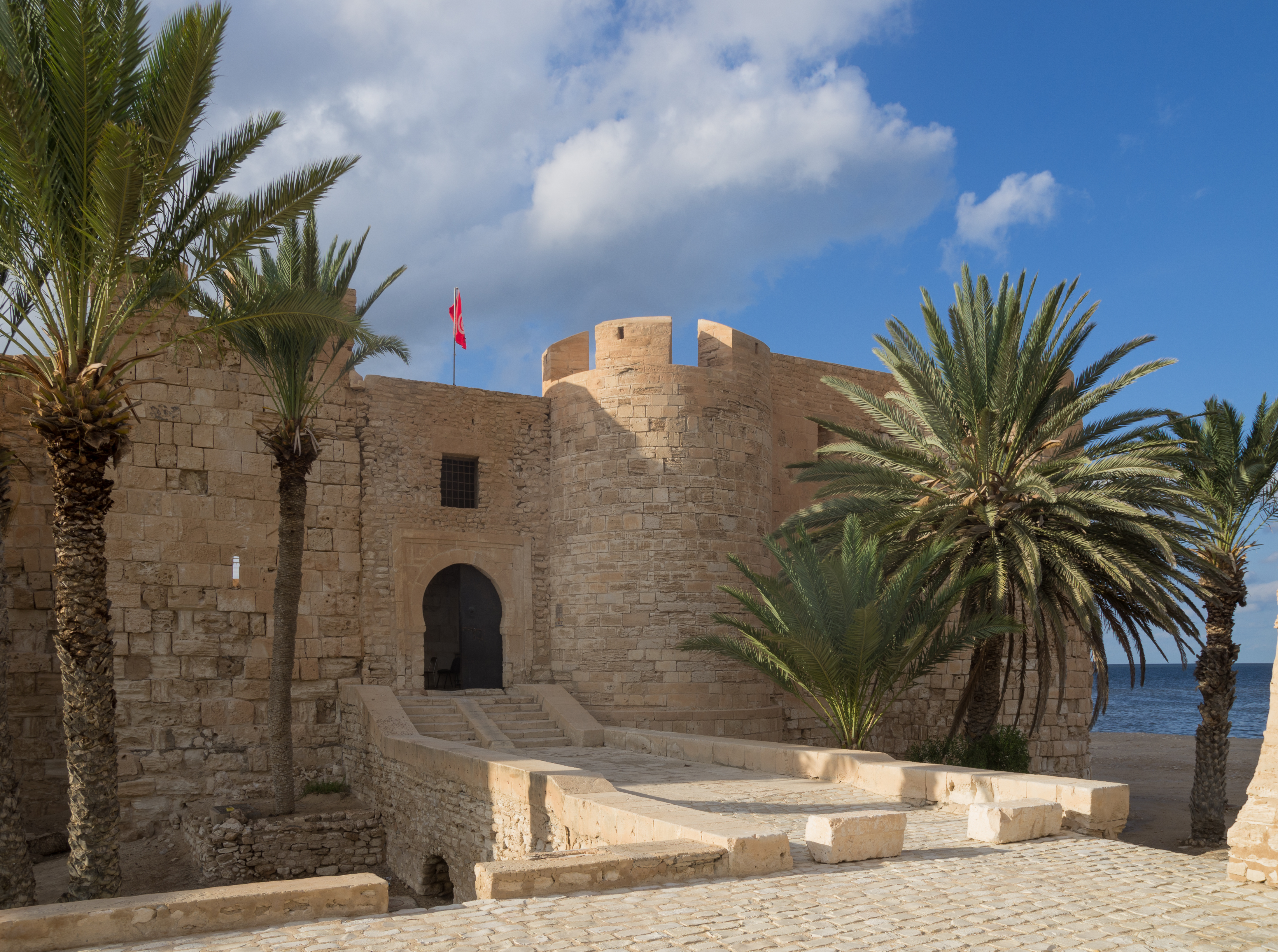
Entrada de la fortaleza.
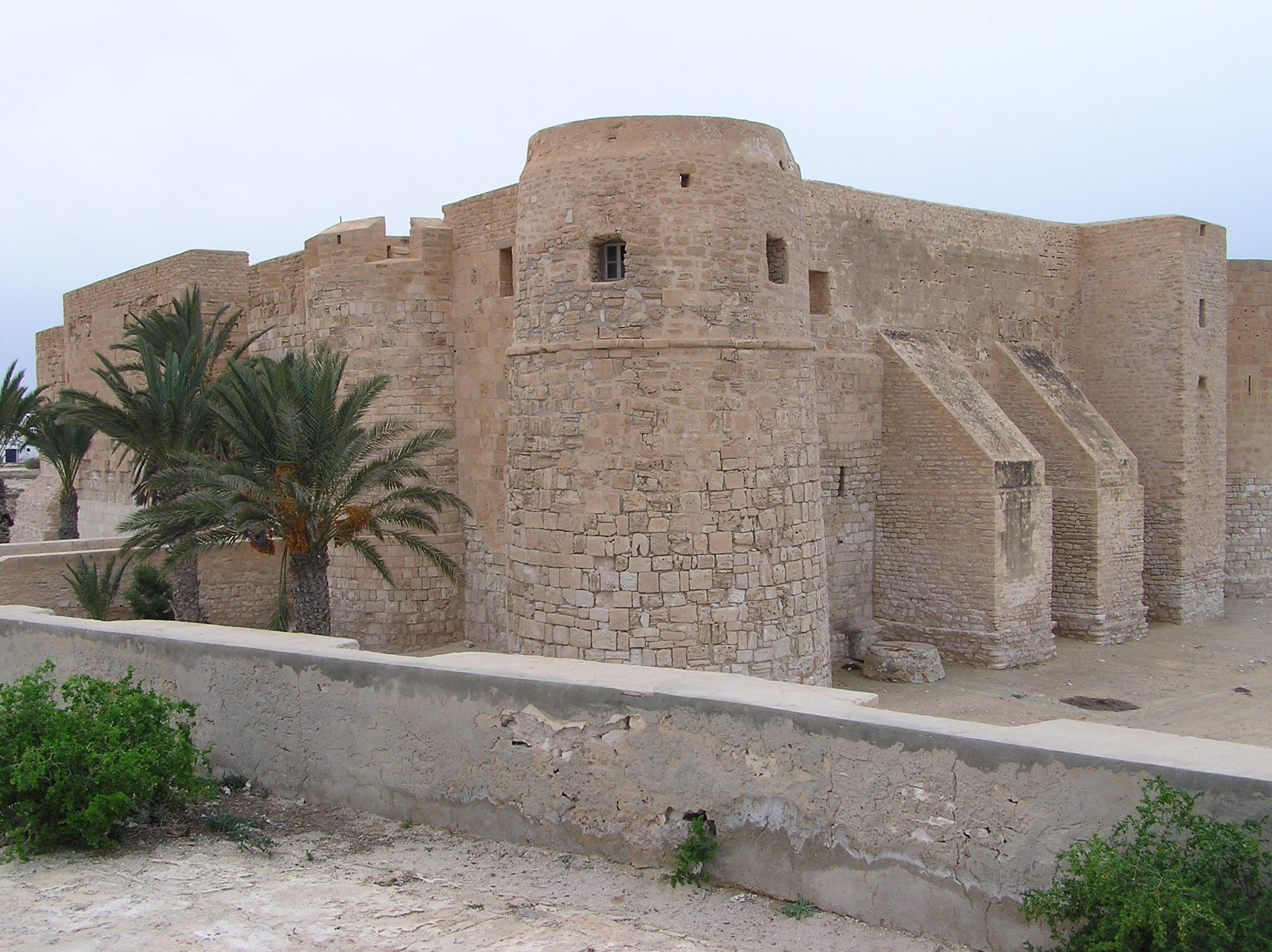
Vista general de las murallas.
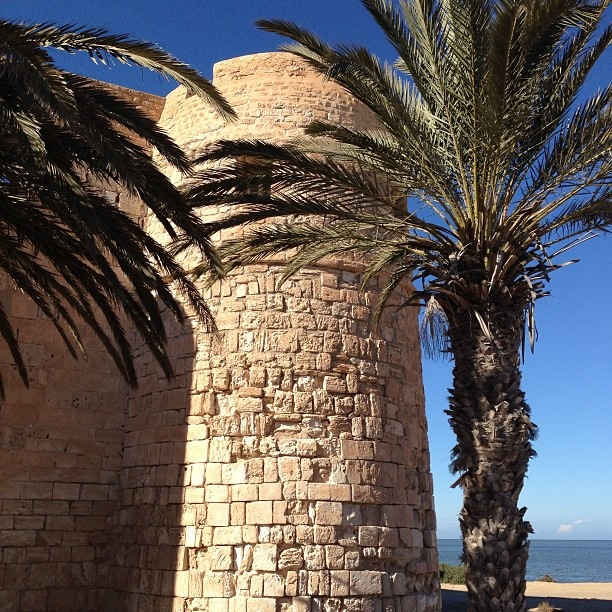
Detalle de una torre en un ángulo.
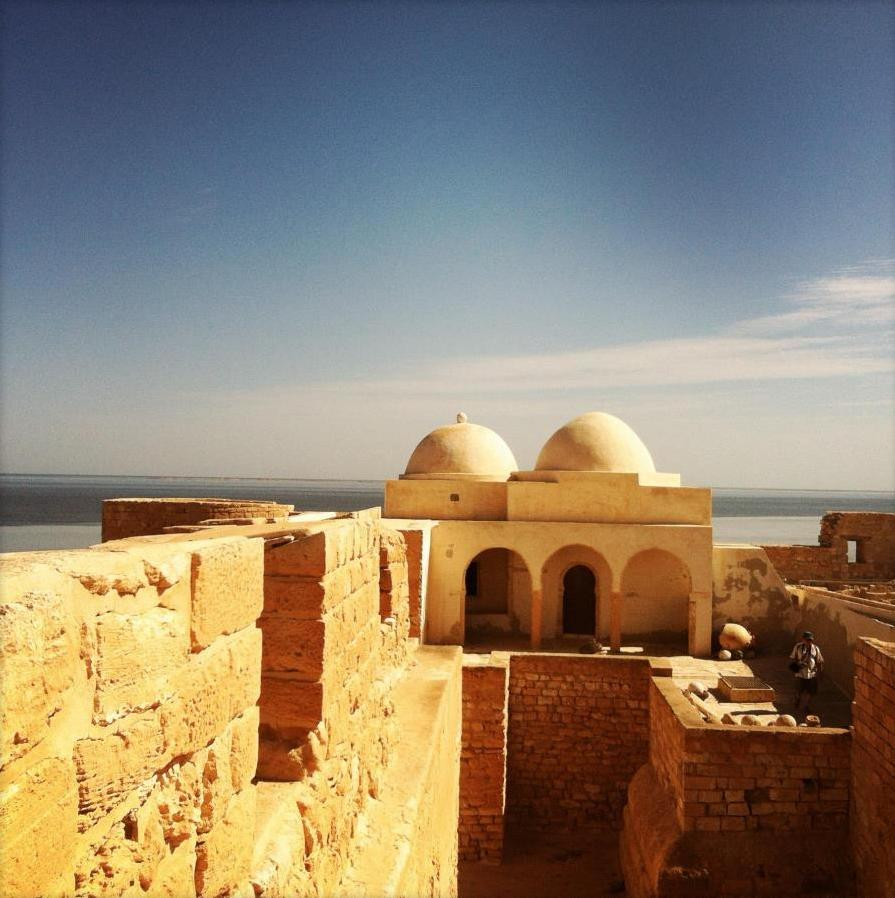
Cúpulas de las zauiyas de Sidi Saad y Ghazi Mustapha.
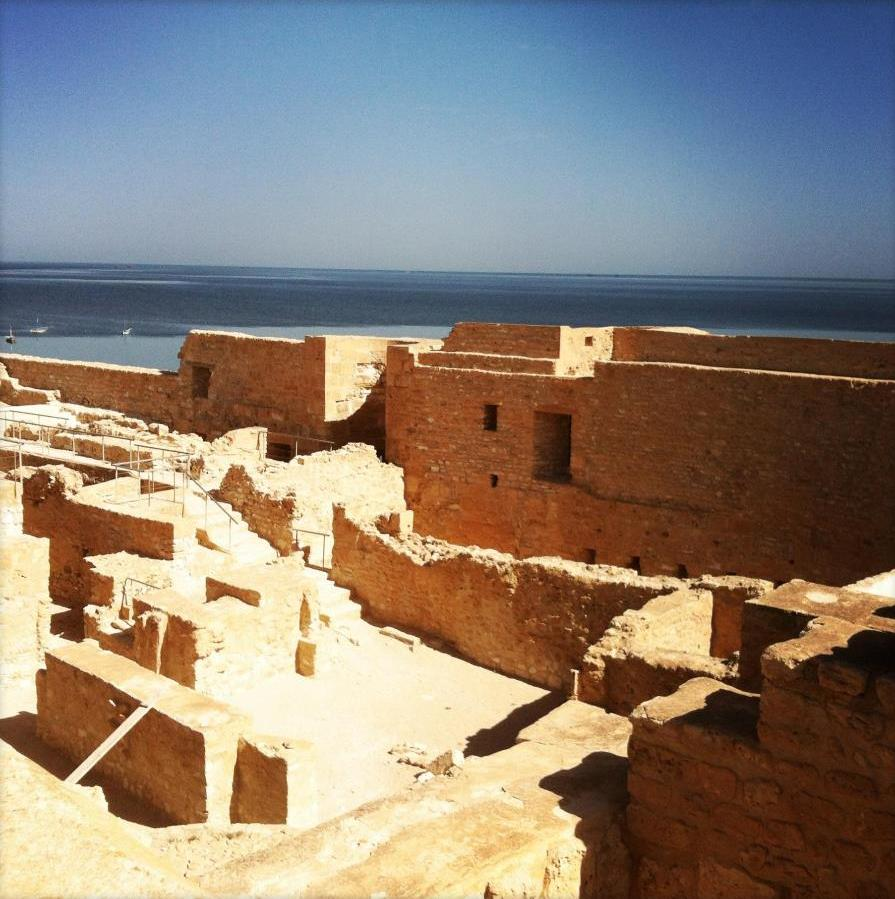
Interior.
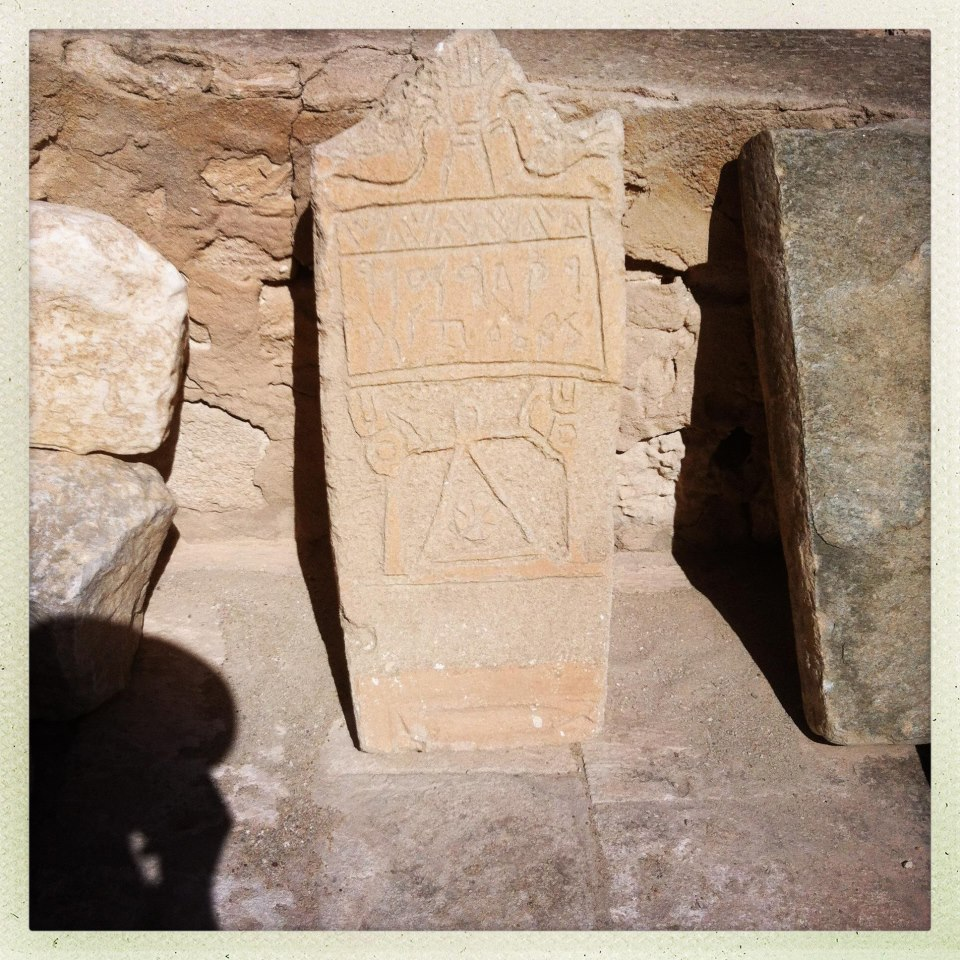
Objeto encontrado durante las excavaciones de 1975.